# Cabeço Gordo
Cabeço Gordo, del portuguès muntanya gorda, és un volcà actiu i la muntanya més alta de l'illa de Faial a l'arxipèlag de les Açores (Portugal). Es va formar fa 410.000 anys, però fa 16.000 anys va modificar-ne la forma.